# Billet de 20 francs suisses Honneger
Recto
Verso
Le billet de 20 francs suisses de type « Honneger » est un billet de banque suisse mis en circulation le 1er octobre 1996. 
C'est la deuxième coupure dans l'ordre croissant de valeur de la 8e série de billets de banque suisses.
Il fait donc partie d'une série qui marque une rupture avec les signes de sécurité : ajout d'encre à pigments magnétiques et d'encre réagissant aux rayons ultraviolets. Ce billet conserve malgré tout les signes de sécurité précédents, tels que le filigrane ou encore l'impression en taille douce.

## Description
Ce billet est de couleur dominante rose et rouge.
Son format est de 137 × 74 mm.
Le graphiste de cette série est Jörg Zintzmeyer.
Le motif principal représenté au recto est la photo en buste d'Arthur Honegger, ainsi que ce même personnage historique composant un morceau sur son piano.
Le motif visible au verso représente une partie de la partition de l'une des œuvres les plus célèbres de ce compositeur : Pacific 231.
Ce billet succède au billet de 20 francs suisse Horace Bénédict de Saussure, et a été remplacé en 2017, par le billet de 20 francs suisse « lumière ».